# Ukta (gmina)
Ukta – dawna gmina wiejska istniejąca w latach 1946–1954 w woj. olsztyńskim (dzisiejsze woj. warmińsko-mazurskie). Siedzibą władz gminy była Ukta.
Gmina Ukta powstała po II wojnie światowej na terenie tzw. Ziem Odzyskanych. 28 czerwca 1946 roku jako jednostka administracyjna powiatu mrągowskiego gmina weszła w skład nowo utworzonego woj. olsztyńskiego. Według stanu z 1 lipca 1952 roku gmina była podzielona na 18 gromad: Bobrówko, Gałkowo, Iznota, Krutyń, Krutyński Piecek, Nida, Osiniak-Piotrowo, Piaski-Onufryjewo, Rosocha, Ruciane, Śwignajno Małe, Ukta, Wierzba, Wojnowo, Wólka, Wygryny, Zameczek i Żgon.
Gmina została zniesiona 29 września 1954 roku wraz z reformą wprowadzającą gromady w miejsce gmin. Jednostki nie przywrócono 1 stycznia 1973 roku po reaktywowaniu gmin, utworzono natomiast jej terytorialny odpowiednik, gminę Ruciane-Nida w powiecie piskim.